# Закон о ауторском праву САД
Закон о ауторском праву САД регулише законски примењива права над стваралачким и уметничким делима по законима Сједињених Америчких Држава.
Закон о ауторским правима у Сједињеним државама је део савезних закона, а одобрен је Уставом САД. Моћ да се донесе закон о ауторском праву одобрена је Чланом 1, Одељком 8, Ставом 8, такође познатом као Став према ауторском праву, који гласи: „Конгрес ће имати власт [...] да подстиче напредак Науке и корисних Вештина, обезбеђујући на ограничена Времена Ствараоцима и Проналазачима ексклузивно право на своје Списе и Открића.“
Овај став представља основу за Закон о ауторском праву САД ("Наука“, „Аутори“, „Списи") и патентном праву ("Корисне вештине“, „Проналазачи“, „Открића"), а укључује ограничене услове (или трајања) дозвољена за ауторска права и патенте ("ограничена времена"), као и које се ставке могу заштити ("ексклузивно право на своје Списе и Открића").
У САД, регистрације потраживања ауторских права, забележавање преноса ауторских права, као и други административни аспекти ауторских права у надлежности су Канцеларије за ауторска права САД, која је део Конгресне библиотеке у Вашингтону.

## Текст закона
- US Copyright Law на Викизворнику;
- US Copyright Law (Title 17, U.S. Code) на Викикњигама